# Gestalt
Een Gestalt (uit het Duits: Gestalt, "vorm", "figuur") is een gestructureerd geheel waarvan de eigenschappen niet kunnen worden gereduceerd tot de som van de eigenschappen van de samenstellende delen. Zo is een melodie, gespeeld in verschillende toonaarden, nog steeds herkenbaar als dezelfde melodie, ook al klinken de noten niet hetzelfde. Een tafel is ook meer dan vier balken en een plank, en de menselijke persoonlijkheid is meer dan de som van de afzonderlijke beschrijfbare en meetbare eigenschappen.
De Oostenrijkse filosoof en psycholoog Christian von Ehrenfels introduceerde de term in zijn artikel Über Gestaltqualitäten uit 1890. Volgens Duitse psychologen als Wolfgang Köhler en Max Wertheimer drukt 'Gestalt'  de overgang uit van de uiterlijke waarneembare wereld naar de innerlijke wereld van de verbeelding.
De waarnemingspsychologie gaat ervan uit dat de mens meer ervaart dan de som van de afzonderlijke zintuiglijke prikkels.
Deze noties werden uitgewerkt in de gestaltpsychologie en de gestalttherapie, onder meer door Fritz Perls. Feiten, gevoelens en gebeurtenissen hebben in deze visie een context en samenhang en beïnvloeden elkaar. 